# Son of Albert
Son of Albert je debitantski in edini studijski album Andrewa Ridgeleyja, ki je izšel maja 1990. Ridgeley se je želel s tem albumom umakniti od svoje prejšnje podobe pri skupini Wham!. Po neuspešnem albumu je Ridgeley zapustil kariero profesionalnega glasbenika.
Z albuma sta izšla dva singla, »Red Dress« in »Shake«, ki nista bila preveč uspešna, skladba »Mexico« pa je bila potencialni tretji single, ki iz neznanih razlogov ni nikoli izšel. Prvi single z albuma, »Shake«, je imel le zmeren uspeh. Dosegel je 13. mesto na avstralski lestvici in 58. mesto na britanski lestvici. Single »Red Dress« se ni uvrstil na nobeno lestvico. Ridgeleyjeva založba, CBS, je zaradi slabih kritik, neuspeha in slabe prodaje albuma, odklonila izdajo drugega albuma.
Ridgeley je album poimenoval po sebi, kot sin Alberta Ridgeleyja.

## Sprejem
Entertainment Weekly je pohvalil instrumentalno »vnemo« skladb, vendar kritiziral pomanjkanje prepričanja: »Zdi se da se je Ridgeley opredelil kot rocker, njegove skladbe pa vseeno zvenijo kot pop.« Son of Albert je bil eden izmed najslabše sprejetih albumov leta 1990. V reviziji revije Rolling Stone so mu namenili le pol zvezdice.

## Seznam skladb
Vse skladbe sta aranžirala in producirala Andrew Ridgeley in Gary Bromham, razen kjer je drugače napisano.
| Št.             | Naslov                                    | Pisec                                      | Dolžina |
| --------------- | ----------------------------------------- | ------------------------------------------ | ------- |
| 1.              | „Red Dress‟                               | Gary Bromham, Ridgeley                     | 4:09    |
| 2.              | „Shake‟                                   | David Austin, Ridgeley                     | 3:29    |
| 3.              | „The Price of Love‟ (The Everly Brothers) | Don & Phil Everly                          | 4:08    |
| 4.              | „Flame‟                                   | David Austin, Ridgeley                     | 4:58    |
| 5.              | „Hangin'‟                                 | Bernard Edwards, Nile Rodgers              | 3:21    |
| 6.              | „Mexico‟                                  | Gary Bromham, Danny Cummings, Ridgeley     | 5:46    |
| 7.              | „Big Machine‟                             | Gary Bromham, Ridgeley                     | 4:24    |
| 8.              | „Kiss Me‟                                 | Hugh Burns, Ridgeley                       | 4:30    |
| 9.              | „Baby Jane‟                               | Michael Cozzi, Ridgeley                    | 5:09    |
| 10.             | „Shake (Hardcore)‟                        | Ridgeley, Gary Bromham, Martyn "Max" Heyes | 6:03    |
| Skupna dolžina: | Skupna dolžina:                           | Skupna dolžina:                            | 46:29   |

## Lestvice
Album
| Lestvica (1990)         | Mesto |
| ----------------------- | ----- |
| Avstralija (ARIA)       | 63    |
| Nizozemska (MegaCharts) | 66    |
| ZDA (Billboard 200)     | 130   |

"Shake" singl
| Lestvica (1990)         | Mesto |
| ----------------------- | ----- |
| Avstralija (ARIA)       | 16    |
| Nizozemska (MegaCharts) | 48    |
| Združeno kraljestvo     | 58    |
| ZDA (Billboard Hot 100) | 77    |

## Osebje

### Glasbeniki
- Andrew Ridgeley – solo vokali, spremljevalni vokali, voice box
- Mary Cassidy, Lauren Fownes, Brie Howard, Miss Johnny, George Michael (1), Tessa Niles – spremljevalni vokali
- Gary Bromham, Danny Cummings, Dan McCafferty, Mark "Bobby" Robinson – španski vokali (6)
- Robert Ahwai, Tony Barnard, Gary Bromham, Hugh Burns, Michael Cozzi, Phil Palmer – kitara
- Tony Barnard, Michael Cozzi – električna kitara
- Hugh Burns – španska kitara (6)
- Gary Masters – klaviature
- Mark Feltham – orglice
- Graham Edwards, Deon Estus, Davey Faragher, Jerry Ferguson, Paul Gray, Danny Thompson – bas
- Danny Thompson – kontrabas
- Gary Bromham, Pat Torpey, Paul Ridgeley – bobni
- Laurence Cottell, Dave O'Higgins, Paul Spong – trobila
- Danny Cummings – tolkala
- Richard Gibbs – voice box

### Produkcija
- Inženirji: Harvey Birrell, Jacques Erhardt, Gordon Fordyce, Paul Gomersall, Martyn "Max" Heyes, Russell Leahy, Gary Wilkinson
- Miks: Paul Gomersall, Martyn "Max" Heyes, Tim Weidener
- Fotografije: Julian Broad
- Oblikovanje: Andrew Ridgeley, Simon Halfon
- Menedžment: Lippman Kahane Entertainment